# Lindre-Haute
Lindre-Haute é uma comuna francesa na região administrativa de Grande Leste, no departamento de Mosela. Estende-se por uma área de 2,46 km². Em 2010 a comuna tinha 52 habitantes (densidade: 21,1 hab./km²).